# Janusz Pala
Janusz Pala (ur. 1934, zm. 2020) – profesor nauk rolniczych, profesor zwyczajny Wyższej Szkoły Ekologii i Zarządzania w Warszawie oraz nauczyciel akademicki innych uczelni.

## Życiorys
Uzyskał stopnie naukowe doktora i doktora habilitowanego. W 1990 otrzymał tytuł naukowy profesora nauk rolniczych.
Był profesorem zwyczajnym Wyższej Szkoły Ekologii i Zarządzania w Warszawie oraz nauczycielem akademickim Akademia Wychowania Fizycznego Józefa Piłsudskiego w Warszawie i innych uczelni.